# Олександр Яшевський
Олександр Яшевський SDB (біл. Аляксандр Яшэўскі; нар. 5 серпня 1974, Сморгонь) — білоруський римо-католицький єпископ; з 9 червня 2015 року єпископ-помічник Мінсько-Могильовської архідієцезії і титулярний єпископ Фурнос Майор.

## Життєпис
У 1991 році він вступив до салезіанського новіціату в Червінську-над-Віслою (Польща). Вивчав філософію в салезіанській духовній семінарії в Лодзі (Польща) та богослов'я в Папському салезіанському університеті в Римі, де отримав ліценціат з догматичного богослов'я. 2 серпня 1998 року склав вічні чернечі обіти в салезіанському згромадженні. Висвячений на священника 24 червня 2000 року в Сморгоні.
Обіймав посаду адміністратора парафії в с. Боруни, потім у с. Жодішки, виконуючи обов'язки вікарія парафії у Сморгоні. У 2001—2002 роках був директором салезіанської спільноти в селі Октябрський Московської області і відповідав за салезіанський преновіціат. Після повернення до Білорусі обіймав посаду адміністратора парафії в селі Жупраны. З 2003 по 2005 рік був секретарем Спеціального Округу Згромадження Салезіан (Східна Європа), із садибою в Москві. З 2005 по 2008 рік був директором салезіанської спільноти в Мінську; з 2005 по 2011 рік відповідальний за салезіанський ораторій у Мінську.
З 2005 по 2010 рік був радником інспектора Спеціального Округу Згромадження Салезіан, з центром у Москві. З 2005 по 2010 рік був головою катехитичного відділу Мінсько-Могильовської архідієцезії, виконуючи обов'язки вікарія в мінській парафії святого Івана Хрестителя. У 2006—2010 роках був членом катехитичної комісії при Конференції католицьких єпископів Білорусі. У 2011 році був призначений директором салезіанської громади у Сморгоні; служив вікарієм парафії у Сморгоні. З 2011 року був відповідальним за салезіанський преновіціат для громадян Білорусі. З 2013 року — вікарій та економ Делегатури Варшавської Салезіанської Інспекторії св. Станіслава Костки.
У 2014 році був призначений директором салезіанської спільноти в Мінську та вікарієм мінської парафії святого Івана Хрестителя. Викладав догматичне богослов'я в Мінському духовному коледжі імені св. Івана Хрестителя.

## Єпископ
9 червня 2015 року Папа Римський Франциск призначив о. Олександра Яшевського єпископом-помічником Мінсько-Могильовської архідієцезії, давши йому титулярну єпископську катедру Фарнос Майор. Єпископську хіротонію отримав 27 червня 2015 року.